# Liga Venezolana de Béisbol Profesional 2003-04
La temporada de la Liga Venezolana de Béisbol Profesional 2003-04 comenzó el 16 de octubre de 2003 y concluyó el 30 de enero de 2004. El título de esa temporada fue para los Tigres de Aragua, siendo el cuarto para ese conjunto y el primero luego de 27 temporadas. Caribes de Oriente clasificaron por primera vez desde su fundación a la serie final y obtuvieron el subcampeonato.
La temporada 2003-2004 significó el retorno de la Liga profesional luego de la suspensión de la temporada anterior debido a los problemas políticos generados por el Paro general en Venezuela de 2002-2003.
El sistema clasificatorio dividía la Liga en dos grupos. Cada grupo estaba integrado por cuatro equipos cada uno, de donde se clasificaban los dos mejores de cada división y el mejor tercero al Round Robin.

## Temporada regular
División Occidental
| Pos | Equipo                | J  | G  | P  | AVE. | V  |
| --- | --------------------- | -- | -- | -- | ---- | -- |
| 1   | Pastora de Los Llanos | 62 | 35 | 27 | .565 | -  |
| 2   | Tigres de Aragua      | 62 | 34 | 28 | .548 | 1  |
| 3   | Cardenales de Lara    | 62 | 30 | 32 | .484 | 5  |
| 4   | Águilas del Zulia     | 62 | 22 | 40 | .355 | 13 |

División Oriental
| Pos | Equipo                    | J  | G  | P  | AVE. | V |
| --- | ------------------------- | -- | -- | -- | ---- | - |
| 1   | Caribes de Oriente        | 62 | 33 | 29 | .532 | - |
| 2   | Leones del Caracas        | 62 | 33 | 29 | .532 | - |
| 3   | Tiburones de La Guaira    | 62 | 33 | 29 | .532 | - |
| 4   | Navegantes del Magallanes | 62 | 28 | 34 | .452 | 5 |

|  | Clasificó al Round Robin o Todos contra Todos |
|  | Quedó eliminado                               |

### Partidos
| Leones del Caracas        | 1 - 4  | Caribes de Oriente        | Alfonso Chico Carrasquel                 | 16 de octubre | 7:30pm  |              |
| Pastora de Los Llanos     | 1 - 6  | Tiburones de La Guaira    | Universitario de Caracas                 | 16 de octubre | 7:30pm  |              |
| Navegantes del Magallanes | 8 - 5  | Tigres de Aragua          | José Pérez Colmenares                    | 16 de octubre | 7:30pm  | Meridiano TV |
| Águilas del Zulia         | 2 - 0  | Cardenales de Lara        | Antonio Herrera Gutiérrez                | 16 de octubre | 7:30pm  | Promar TV    |
| Leones del Caracas        | 9 - 4  | Caribes de Oriente        | Alfonso Chico Carrasquel                 | 17 de octubre | 7:30pm  |              |
| Águilas del Zulia         | 4 - 6  | Tiburones de La Guaira    | Universitario de Caracas                 | 17 de octubre | 7:30pm  | Meridiano TV |
| Pastora de Los Llanos     | 7 - 2  | Navegantes del Magallanes | José Bernardo Pérez                      | 17 de octubre | 7:30pm  |              |
| Tigres de Aragua          | 0 - 1  | Cardenales de Lara        | Antonio Herrera Gutiérrez                | 17 de octubre | 7:30pm  | Promar TV    |
| Tiburones de La Guaira    | 1 - 3  | Caribes de Oriente        | Alfonso Chico Carrasquel                 | 18 de octubre | 5:30pm  |              |
| Águilas del Zulia         | 1 - 0  | Leones del Caracas        | Universitario de Caracas                 | 18 de octubre | 5:30pm  |              |
| Cardenales de Lara        | 2 - 9  | Tigres de Aragua          | José Pérez Colmenares                    | 18 de octubre | 5:30pm  | Meridiano TV |
| Tiburones de La Guaira    | 5 - 15 | Caribes de Oriente        | Alfonso Chico Carrasquel                 | 19 de octubre | 5:30pm  |              |
| Tigres de Aragua          | 3 - 4  | Leones del Caracas        | Universitario de Caracas                 | 19 de octubre | 12:15pm | Venevisión   |
| Águilas del Zulia         | 8 - 6  | Navegantes del Magallanes | José Bernardo Pérez                      | 19 de octubre | 5:30pm  |              |
| Cardenales de Lara        | 2 - 5  | Pastora de Los Llanos     | Estadio Bachiller Julio Hernández Molina | 19 de octubre | 5:30pm  | Promar TV    |

| Tiburones de La Guaira    | 0 - 5  | Leones del Caracas        | Universitario de Caracas                 | 20 de octubre | 7:30pm  | Meridiano TV |
| Caribes de Oriente        | 7 - 4  | Tiburones de La Guaira    | Universitario de Caracas                 | 21 de octubre | 7:30pm  | Meridiano TV |
| Tigres de Aragua          | 9 - 7  | Cardenales de Lara        | Antonio Herrera Gutiérrez                | 21 de octubre | 7:30pm  | Promar TV    |
| Pastora de Los Llanos     | 5 - 4  | Águilas del Zulia         | Luis Aparicio "El Grande"                | 21 de octubre | 7:30pm  |              |
| Caribes de Oriente        | 6 - 3  | Leones del Caracas        | Universitario de Caracas                 | 22 de octubre | 7:30pm  |              |
| Cardenales de Lara        | 0 - 1  | Navegantes del Magallanes | José Bernardo Pérez                      | 22 de octubre | 7:30pm  | Fox Sports   |
| Pastora de Los Llanos     | 3 - 4  | Águilas del Zulia         | Luis Aparicio "El Grande"                | 22 de octubre | 7:30pm  |              |
| Leones del Caracas        | 6 - 7  | Tigres de Aragua          | José Pérez Colmenares                    | 23 de octubre | 7:30pm  | Meridiano TV |
| Tiburones de La Guaira    | 9 - 3  | Navegantes del Magallanes | José Bernardo Pérez                      | 23 de octubre | 7:30pm  |              |
| Caribes de Oriente        | 4 - 2  | Cardenales de Lara        | Antonio Herrera Gutiérrez                | 23 de octubre | 7:30pm  | Promar TV    |
| Navegantes del Magallanes | 12 - 5 | Tiburones de La Guaira    | Universitario de Caracas                 | 24 de octubre | 7:30pm  |              |
| Cardenales de Lara        | 5 - 6  | Tigres de Aragua          | José Pérez Colmenares                    | 24 de octubre | 7:30pm  |              |
| Leones del Caracas        | 5 - 2  | Pastora de Los Llanos     | Estadio Bachiller Julio Hernández Molina | 24 de octubre | 7:30pm  | Meridiano TV |
| Caribes de Oriente        | 10 - 6 | Águilas del Zulia         | Luis Aparicio "El Grande"                | 24 de octubre | 7:30pm  |              |
| Tigres de Aragua          | 8 - 2  | Leones del Caracas        | Universitario de Caracas                 | 25 de octubre | 5:30pm  |              |
| Tiburones de La Guaira    | 4 - 2  | Navegantes del Magallanes | José Bernardo Pérez                      | 25 de octubre | 5:30pm  |              |
| Cardenales de Lara        | 5 - 6  | Pastora de Los Llanos     | Estadio Bachiller Julio Hernández Molina | 25 de octubre | 5:30pm  | Promar TV    |
| Caribes de Oriente        | 5 - 3  | Águilas del Zulia         | Luis Aparicio "El Grande"                | 25 de octubre | 5:30pm  |              |
| Caribes de Oriente        | 6 - 8  | Águilas del Zulia         | Luis Aparicio "El Grande"                | 25 de octubre | 8:30pm  |              |
| Leones del Caracas        | 5 - 3  | Tiburones de La Guaira    | Universitario de Caracas                 | 26 de octubre | 12:15pm | Venevisión   |
| Pastora de Los Llanos     | 2 - 1  | Tigres de Aragua          | José Pérez Colmenares                    | 26 de octubre | 1:30pm  |              |
| Navegantes del Magallanes | 4 - 3  | Cardenales de Lara        | Antonio Herrera Gutiérrez                | 26 de octubre | 1:30pm  | Promar TV    |
| Caribes de Oriente        | 4 - 3  | Águilas del Zulia         | Luis Aparicio "El Grande"                | 26 de octubre | 4:00pm  |              |

| Navegantes del Magallanes | 7 - 8  | Caribes de Oriente        | Alfonso Chico Carrasquel                 | 28 de octubre                 | 7:30pm  |              |
| Tigres de Aragua          | 2 - 3  | Leones del Caracas        | Universitario de Caracas                 | 28 de octubre                 | 7:30pm  |              |
| Tiburones de La Guaira    | 9 - 10 | Pastora de Los Llanos     | Estadio Bachiller Julio Hernández Molina | 28 de octubre                 | 7:30pm  | Meridiano TV |
| Navegantes del Magallanes | 7 - 6  | Caribes de Oriente        | Alfonso Chico Carrasquel                 | 29 de octubre                 | 7:30pm  |              |
| Águilas del Zulia         | 5 - 3  | Tigres de Aragua          | José Pérez Colmenares                    | 29 de octubre                 | 7:30pm  |              |
| Leones del Caracas        | 9 - 7  | Pastora de Los Llanos     | Estadio Bachiller Julio Hernández Molina | 29 de octubre                 | 7:30pm  | Fox Sports   |
| Tiburones de La Guaira    | 8 - 4  | Cardenales de Lara        | Antonio Herrera Gutiérrez                | 29 de octubre                 | 7:30pm  | Promar TV    |
| Águilas del Zulia         | 9 - 10 | Tiburones de La Guaira    | Universitario de Caracas                 | 30 de octubre                 | 7:30pm  |              |
| Tigres de Aragua          | 7 - 5  | Navegantes del Magallanes | José Bernardo Pérez                      | 30 de octubre                 | 7:30pm  |              |
| Leones del Caracas        | 5 - 6  | Cardenales de Lara        | Antonio Herrera Gutiérrez                | 30 de octubre                 | 7:30pm  | Meridiano TV |
| Águilas del Zulia         | 4 - 7  | Caribes de Oriente        | Alfonso Chico Carrasquel                 | 31 de octubre                 | 7:30pm  |              |
| Navegantes del Magallanes | 5 - 2  | Tiburones de La Guaira    | Universitario de Caracas                 | 31 de octubre                 | 7:30pm  | Meridiano TV |
| Leones del Caracas        | 0 - 10 | Tigres de Aragua          | José Pérez Colmenares                    | 31 de octubre                 | 7:30pm  |              |
| Cardenales de Lara        | 5 - 8  | Pastora de Los Llanos     | Estadio Bachiller Julio Hernández Molina | 31 de octubre                 | 7:30pm  | Promar TV    |
| Águilas del Zulia         | 5 - 6  | Caribes de Oriente        | Alfonso Chico Carrasquel                 | 1 de noviembre                | 5:30pm  |              |
| Águilas del Zulia         | 4 - 2  | Caribes de Oriente        | Alfonso Chico Carrasquel                 | 1 de noviembre                | 8:30pm  |              |
| Pastora de Los Llanos     | 12 - 8 | Leones del Caracas        | Universitario de Caracas                 | 1 de noviembre                | 5:30pm  |              |
| Cardenales de Lara        | 5 - 6  | Tigres de Aragua          | José Pérez Colmenares                    | 1 de noviembre                | 5:30pm  |              |
| Tiburones de La Guaira    | 4 - 2  | Navegantes del Magallanes | José Bernardo Pérez                      | 1 de noviembre                | 5:30pm  |              |
| Águilas del Zulia         | 11 - 9 | Caribes de Oriente        | Alfonso Chico Carrasquel                 | 2 de noviembre Día de Muertos | 5:30pm  |              |
| Navegantes del Magallanes | 1 - 19 | Cardenales de Lara        | Antonio Herrera Gutiérrez                | 2 de noviembre Día de Muertos | 12:15pm | Venevisión   |

| Navegantes del Magallanes | 7 - 14  | Leones del Caracas        | Universitario de Caracas                 | 4 de noviembre | 7:30pm | Meridiano TV |
| Caribes de Oriente        | 5 - 2   | Tigres de Aragua          | José Pérez Colmenares                    | 4 de noviembre | 7:30pm |              |
| Tiburones de La Guaira    | 2 - 6   | Pastora de Los Llanos     | Estadio Bachiller Julio Hernández Molina | 4 de noviembre | 7:30pm |              |
| Cardenales de Lara        | 5 - 6   | Águilas del Zulia         | Luis Aparicio "El Grande"                | 4 de noviembre | 7:30pm |              |
| Pastora de Los Llanos     | 2 - 1   | Leones del Caracas        | Universitario de Caracas                 | 5 de noviembre | 7:30pm | Fox Sports   |
| Caribes de Oriente        | 2 - 7   | Navegantes del Magallanes | José Bernardo Pérez                      | 5 de noviembre | 7:30pm |              |
| Cardenales de Lara        | 1 - 2   | Águilas del Zulia         | Luis Aparicio "El Grande"                | 5 de noviembre |        |              |
| Pastora de Los Llanos     | 5 - 4   | Tigres de Aragua          | José Pérez Colmenares                    | 6 de noviembre | 7:30pm |              |
| Caribes de Oriente        | 4 - 5   | Cardenales de Lara        | Antonio Herrera Gutiérrez                | 6 de noviembre | 7:30pm | Promar TV    |
| Navegantes del Magallanes | 4 - 6   | Águilas del Zulia         | Luis Aparicio "El Grande"                | 6 de noviembre | 7:30pm | Meridiano TV |
| Leones del Caracas        | 3 - 6   | Tiburones de La Guaira    | Universitario de Caracas                 | 7 de noviembre | 7:30pm |              |
| Caribes de Oriente        | 6 - 5   | Pastora de Los Llanos     | Estadio Bachiller Julio Hernández Molina | 7 de noviembre | 7:30pm |              |
| Tigres de Aragua          | 7 - 9   | Cardenales de Lara        | Antonio Herrera Gutiérrez de Carora      | 7 de noviembre | 7:30pm | Promar TV    |
| Navegantes del Magallanes | 7 - 2   | Águilas del Zulia         | Luis Aparicio "El Grande"                | 7 de noviembre | 7:30pm | Meridiano TV |
| Tiburones de La Guaira    | 8 - 6   | Leones del Caracas        | Universitario de Caracas                 | 8 de noviembre | 5:30pm |              |
| Caribes de Oriente        | 1 - 4   | Navegantes del Magallanes | José Bernardo Pérez                      | 8 de noviembre | 5:30pm |              |
| Pastora de Los Llanos     | 3 - 13  | Cardenales de Lara        | Antonio Herrera Gutiérrez                | 8 de noviembre | 5:30pm | Promar TV    |
| Tigres de Aragua          | 2 - 4   | Águilas del Zulia         | Luis Aparicio "El Grande"                | 8 de noviembre | 5:30pm |              |
| Caribes de Oriente        | 15 - 11 | Tiburones de La Guaira    | Universitario de Caracas                 | 9 de noviembre | 1:30pm |              |
| Leones del Caracas        | 5 - 1   | Navegantes del Magallanes | José Bernardo Pérez                      | 9 de noviembre | 5:30pm | Venevisión   |
| Cardenales de Lara        | 3 - 1   | Pastora de Los Llanos     | Estadio Bachiller Julio Hernández Molina | 9 de noviembre | 5:30pm | Promar TV    |
| Tigres de Aragua          | 3 - 8   | Águilas del Zulia         | Luis Aparicio "El Grande"                | 9 de noviembre | 4:00pm |              |

| Leones del Caracas        | 7 - 3  | Caribes de Oriente        | Alfonso Chico Carrasquel                 | 11 de noviembre | 7:30pm  | Meridiano TV |
| Tigres de Aragua          | 5 - 6  | Tiburones de La Guaira    | Universitario de Caracas                 | 11 de noviembre | 7:30pm  |              |
| Pastora de Los Llanos     | 8 - 3  | Cardenales de Lara        | Antonio Herrera Gutiérrez                | 11 de noviembre | 7:30pm  | Promar TV    |
| Leones del Caracas        | 8 - 1  | Caribes de Oriente        | Alfonso Chico Carrasquel                 | 12 de noviembre | 7:30pm  | Fox Sports   |
| Cardenales de Lara        | 6 - 10 | Tiburones de La Guaira    | Universitario de Caracas                 | 12 de noviembre | 7:30pm  |              |
| Águilas del Zulia         | 2 - 5  | Tigres de Aragua          | José Pérez Colmenares                    | 12 de noviembre | 7:30pm  |              |
| Navegantes del Magallanes | 3 - 4  | Pastora de Los Llanos     | Estadio Bachiller Julio Hernández Molina | 12 de noviembre | 7:30pm  |              |
| Leones del Caracas        | 7 - 6  | Caribes de Oriente        | Alfonso Chico Carrasquel                 | 13 de noviembre | 7:30pm  |              |
| Cardenales de Lara        | 5 - 6  | Tiburones de La Guaira    | Universitario de Caracas                 | 13 de noviembre | 7:30pm  |              |
| Águilas del Zulia         | 3 - 6  | Tigres de Aragua          | José Pérez Colmenares                    | 13 de noviembre | 7:30pm  |              |
| Pastora de Los Llanos     | 3 - 9  | Navegantes del Magallanes | José Bernardo Pérez                      | 13 de noviembre | 7:30pm  |              |
| Cardenales de Lara        | 6 - 5  | Leones del Caracas        | Universitario de Caracas                 | 14 de noviembre | 7:30pm  |              |
| Caribes de Oriente        | 3 - 1  | Tigres de Aragua          | José Pérez Colmenares                    | 14 de noviembre | 7:30pm  |              |
| Águilas del Zulia         | 5 - 4  | Navegantes del Magallanes | José Bernardo Pérez                      | 14 de noviembre | 7:30pm  |              |
| Tiburones de La Guaira    | 0 - 8  | Pastora de Los Llanos     | Estadio Bachiller Julio Hernández Molina | 14 de noviembre | 7:30pm  | Meridiano TV |
| Caribes de Oriente        | 3 - 10 | Leones del Caracas        | Universitario de Caracas                 | 15 de noviembre | 5:30pm  |              |
| Pastora de Los Llanos     | 5 - 10 | Cardenales de Lara        | Antonio Herrera Gutiérrez de Carora      | 15 de noviembre | 5:30pm  | Promar TV    |
| Tiburones de La Guaira    | 6 - 5  | Águilas del Zulia         | Luis Aparicio "El Grande"                | 15 de noviembre | 5:30pm  |              |
| Caribes de Oriente        | 6 - 10 | Leones del Caracas        | Universitario de Caracas                 | 16 de noviembre | 4:00pm  |              |
| Tigres de Aragua          | 5 - 4  | Pastora de Los Llanos     | Estadio Bachiller Julio Hernández Molina | 16 de noviembre | 5:30pm  |              |
| Tigres de Aragua          | 0 - 2  | Pastora de Los Llanos     | Estadio Bachiller Julio Hernández Molina | 16 de noviembre | 8:30pm  |              |
| Navegantes del Magallanes | 2 - 3  | Cardenales de Lara        | Antonio Herrera Gutiérrez                | 16 de noviembre | 1:30pm  | Promar TV    |
| Tiburones de La Guaira    | 1 - 5  | Águilas del Zulia         | Luis Aparicio "El Grande"                | 16 de noviembre | 12:15pm | Venevisión   |

| Navegantes del Magallanes | 4 - 13 | Águilas del Zulia         | Luis Aparicio "El Grande"                | 17 de noviembre | 7:30pm  | Meridiano TV            |
| Cardenales de Lara        | 0 - 4  | Leones del Caracas        | Universitario de Caracas                 | 18 de noviembre | 7:30pm  |                         |
| Navegantes del Magallanes | 4 - 3  | Águilas del Zulia         | Luis Aparicio "El Grande"                | 18 de noviembre | 11:30am | Meridiano TV            |
| Tigres de Aragua          | 5 - 2  | Caribes de Oriente        | Alfonso Chico Carrasquel                 | 19 de noviembre | 7:30pm  | Fox Sports              |
| Cardenales de Lara        | 11 - 7 | Tiburones de La Guaira    | Universitario de Caracas                 | 19 de noviembre | 7:30pm  |                         |
| Leones del Caracas        | 7 - 5  | Pastora de Los Llanos     | Estadio Bachiller Julio Hernández Molina | 19 de noviembre | 7:30pm  |                         |
| Tigres de Aragua          | 8 - 5  | Caribes de Oriente        | Alfonso Chico Carrasquel                 | 20 de noviembre | 7:30pm  |                         |
| Pastora de Los Llanos     | 1 - 4  | Tiburones de La Guaira    | Universitario de Caracas                 | 20 de noviembre | 7:30pm  |                         |
| Águilas del Zulia         | 15 - 2 | Navegantes del Magallanes | José Bernardo Pérez                      | 20 de noviembre | 7:30pm  |                         |
| Leones del Caracas        | 3 - 6  | Cardenales de Lara        | Antonio Herrera Gutiérrez                | 20 de noviembre | 7:30pm  | Meridiano TV            |
| Pastora de Los Llanos     | 3 - 11 | Caribes de Oriente        | Alfonso Chico Carrasquel                 | 21 de noviembre | 7:30pm  |                         |
| Navegantes del Magallanes | 2 - 3  | Leones del Caracas        | Universitario de Caracas                 | 21 de noviembre | 7:30pm  | Meridiano TV Venevisión |
| Águilas del Zulia         | 3 - 11 | Tigres de Aragua          | José Pérez Colmenares                    | 21 de noviembre | 7:30pm  |                         |
| Tiburones de La Guaira    | 12 - 2 | Cardenales de Lara        | Antonio Herrera Gutiérrez                | 21 de noviembre | 7:30pm  | Promar TV               |
| Pastora de Los Llanos     | 1 - 5  | Caribes de Oriente        | Alfonso Chico Carrasquel                 | 22 de noviembre | 5:30pm  | Meridiano TV            |
| Pastora de Los Llanos     | 4 - 3  | Caribes de Oriente        | Alfonso Chico Carrasquel                 | 22 de noviembre | 8:30pm  | Meridiano TV            |
| Águilas del Zulia         | 4 - 5  | Leones del Caracas        | Universitario de Caracas                 | 22 de noviembre | 5:30pm  |                         |
| Cardenales de Lara        | 1 - 2  | Tigres de Aragua          | José Pérez Colmenares                    | 22 de noviembre | 5:30pm  |                         |
| Tiburones de La Guaira    | 1 - 0  | Navegantes del Magallanes | José Bernardo Pérez                      | 22 de noviembre | 5:30pm  |                         |
| Pastora de Los Llanos     | 2 - 8  | Caribes de Oriente        | Alfonso Chico Carrasquel                 | 23 de noviembre | 5:30pm  |                         |
| Tigres de Aragua          | 3 - 8  | Tiburones de La Guaira    | Universitario de Caracas                 | 23 de noviembre | 1:30pm  |                         |
| Leones del Caracas        | 4 - 6  | Navegantes del Magallanes | José Bernardo Pérez                      | 23 de noviembre | 5:30pm  | Venevisión              |
| Águilas del Zulia         | 1 - 3  | Cardenales de Lara        | Antonio Herrera Gutiérrez                | 23 de noviembre | 1:30pm  | Promar TV               |
| Águilas del Zulia         | 1 - 8  | Cardenales de Lara        | Antonio Herrera Gutiérrez                | 23 de noviembre | 5:00pm  | Promar TV               |

| Caribes de Oriente        | 5 - 9  | Tiburones de La Guaira    | Universitario de Caracas                 | 25 de noviembre | 7:30pm  | Meridiano TV |
| Navegantes del Magallanes | 5 - 3  | Tigres de Aragua          | José Pérez Colmenares                    | 25 de noviembre | 7:30pm  |              |
| Leones del Caracas        | 7 - 8  | Águilas del Zulia         | Luis Aparicio "El Grande"                | 25 de noviembre | 7:30pm  |              |
| Tigres de Aragua          | 4 - 1  | Tiburones de La Guaira    | Universitario de Caracas                 | 26 de noviembre | 7:30pm  |              |
| Caribes de Oriente        | 4 - 1  | Navegantes del Magallanes | José Bernardo Pérez                      | 26 de noviembre | 7:30pm  |              |
| Pastora de Los Llanos     | 2 - 4  | Cardenales de Lara        | Antonio Herrera Gutiérrez                | 26 de noviembre | 7:30pm  | Fox Sports   |
| Leones del Caracas        | 3 - 6  | Águilas del Zulia         | Luis Aparicio "El Grande"                | 26 de noviembre | 7:30pm  |              |
| Navegantes del Magallanes | 3 - 5  | Tiburones de La Guaira    | Universitario de Caracas                 | 27 de noviembre | 7:30pm  | Meridiano TV |
| Caribes de Oriente        | 4 - 6  | Pastora de Los Llanos     | Estadio Bachiller Julio Hernández Molina | 27 de noviembre | 7:30pm  |              |
| Leones del Caracas        | 4 - 3  | Cardenales de Lara        | Antonio Herrera Gutiérrez                | 27 de noviembre | 7:30pm  | Promar TV    |
| Tiburones de La Guaira    | 3 - 2  | Leones del Caracas        | Universitario de Caracas                 | 28 de noviembre | 7:30pm  |              |
| Tigres de Aragua          | 7 - 2  | Navegantes del Magallanes | José Bernardo Pérez                      | 28 de noviembre | 7:30pm  | Meridiano TV |
| Caribes de Oriente        | 9 - 5  | Pastora de Los Llanos     | Estadio Bachiller Julio Hernández Molina | 28 de noviembre | 7:30pm  |              |
| Cardenales de Lara        | 4 - 7  | Águilas del Zulia         | Luis Aparicio "El Grande"                | 28 de noviembre | 7:30pm  |              |
| Leones del Caracas        | 2 - 5  | Navegantes del Magallanes | José Bernardo Pérez                      | 29 de noviembre | 5:30pm  | Meridiano TV |
| Cardenales de Lara        | 3 - 1  | Águilas del Zulia         | Luis Aparicio "El Grande"                | 29 de noviembre | 5:30pm  | Promar TV    |
| Leones del Caracas        | 2 - 1  | Tiburones de La Guaira    | Universitario de Caracas                 | 30 de noviembre | 12:30pm |              |
| Caribes de Oriente        | 2 - 1  | Tigres de Aragua          | José Pérez Colmenares                    | 30 de noviembre | 1:30pm  |              |
| Navegantes del Magallanes | 2 - 3  | Pastora de Los Llanos     | Estadio Bachiller Julio Hernández Molina | 30 de noviembre | 12:15pm | Venevisión   |
| Navegantes del Magallanes | 10 - 4 | Pastora de Los Llanos     | Estadio Bachiller Julio Hernández Molina | 30 de noviembre | 3:00pm  | Venevisión   |

| Orientales | 7 - 5 | Occidentales | Universitario de Caracas | 2 de diciembre | 7:00pm | Meridiano TV |

| Tigres de Aragua          | 3 - 4  | Caribes de Oriente        | Alfonso Chico Carrasquel                 | 3 de diciembre | 7:30pm |                      |
| Leones del Caracas        | 5 - 4  | Tiburones de La Guaira    | Universitario de Caracas                 | 3 de diciembre | 7:30pm | Fox Sports           |
| Cardenales de Lara        | 1 - 5  | Navegantes del Magallanes | José Bernardo Pérez                      | 3 de diciembre | 7:30pm |                      |
| Águilas del Zulia         | 1 - 2  | Pastora de Los Llanos     | Estadio Bachiller Julio Hernández Molina | 3 de diciembre | 5:30pm |                      |
| Águilas del Zulia         | 3 - 4  | Pastora de Los Llanos     | Estadio Bachiller Julio Hernández Molina | 3 de diciembre | 8:30pm |                      |
| Tigres de Aragua          | 4 - 0  | Caribes de Oriente        | Alfonso Chico Carrasquel                 | 4 de diciembre | 7:30pm |                      |
| Navegantes del Magallanes | 5 - 3  | Leones del Caracas        | Universitario de Caracas                 | 4 de diciembre | 7:00pm | Venevisión           |
| Águilas del Zulia         | 1 - 4  | Pastora de Los Llanos     | Estadio Bachiller Julio Hernández Molina | 4 de diciembre | 7:00pm |                      |
| Navegantes del Magallanes | 7 - 2  | Caribes de Oriente        | Alfonso Chico Carrasquel                 | 5 de diciembre | 7:30pm | Meridiano TV         |
| Águilas del Zulia         | 6 - 7  | Leones del Caracas        | Universitario de Caracas                 | 5 de diciembre | 7:30pm |                      |
| Tiburones de La Guaira    | 2 - 1  | Tigres de Aragua          | José Pérez Colmenares                    | 5 de diciembre | 5:30pm |                      |
| Tiburones de La Guaira    | 0 - 10 | Tigres de Aragua          | José Pérez Colmenares                    | 5 de diciembre | 8:30pm |                      |
| Pastora de Los Llanos     | 10 - 3 | Cardenales de Lara        | Antonio Herrera Gutiérrez                | 5 de diciembre | 7:30pm | Promar TV            |
| Navegantes del Magallanes | 3 - 6  | Caribes de Oriente        | Alfonso Chico Carrasquel                 | 6 de diciembre | 5:30pm |                      |
| Águilas del Zulia         | 1 - 5  | Tiburones de La Guaira    | Universitario de Caracas                 | 6 de diciembre | 5:30pm |                      |
| Leones del Caracas        | 6 - 5  | Tigres de Aragua          | José Pérez Colmenares                    | 6 de diciembre | 5:30pm | Meridiano TV         |
| Cardenales de Lara        | 1 - 6  | Pastora de Los Llanos     | Estadio Bachiller Julio Hernández Molina | 6 de diciembre | 5:30pm | Promar TV            |
| Navegantes del Magallanes | 2 - 3  | Caribes de Oriente        | Alfonso Chico Carrasquel                 | 7 de diciembre | 5:30pm | Venevisión           |
| Tigres de Aragua          | 3 - 4  | Tiburones de La Guaira    | Universitario de Caracas                 | 7 de diciembre | 1:30pm |                      |
| Águilas del Zulia         | 8 - 14 | Pastora de Los Llanos     | Estadio Bachiller Julio Hernández Molina | 7 de diciembre | 5:30pm |                      |
| Leones del Caracas        | 1 - 5  | Cardenales de Lara        | Antonio Herrera Gutiérrez                | 7 de diciembre | 1:30pm | Venevisión Promar TV |

| Cardenales de Lara        | 11 - 7  | Leones del Caracas        | Universitario de Caracas                 | 8 de diciembre  | 7:30pm  | Meridiano TV            |
| Tigres de Aragua          | 8 - 6   | Pastora de Los Llanos     | Estadio Bachiller Julio Hernández Molina | 8 de diciembre  | 7:30pm  |                         |
| Cardenales de Lara        | 2 - 3   | Tigres de Aragua          | José Pérez Colmenares                    | 9 de diciembre  | 7:30pm  |                         |
| Pastora de Los Llanos     | 2 - 0   | Navegantes del Magallanes | José Bernardo Pérez                      | 9 de diciembre  | 7:30pm  | Meridiano TV            |
| Tiburones de La Guaira    | 7 - 5   | Águilas del Zulia         | Luis Aparicio "El Grande"                | 9 de diciembre  | 7:30pm  |                         |
| Tigres de Aragua          | 6 - 12  | Leones del Caracas        | Universitario de Caracas                 | 10 de diciembre | 7:30pm  |                         |
| Caribes de Oriente        | 3 - 5   | Navegantes del Magallanes | José Bernardo Pérez                      | 10 de diciembre | 7:30pm  |                         |
| Tiburones de La Guaira    | 4 - 1   | Águilas del Zulia         | Luis Aparicio "El Grande"                | 10 de diciembre | 7:30pm  | Fox Sports              |
| Navegantes del Magallanes | 11 - 10 | Leones del Caracas        | Universitario de Caracas                 | 11 de diciembre | 7:00pm  | Meridiano TV Venevisión |
| Caribes de Oriente        | 1 - 3   | Pastora de Los Llanos     | Estadio Bachiller Julio Hernández Molina | 11 de diciembre | 7:30pm  |                         |
| Tiburones de La Guaira    | 5 - 6   | Cardenales de Lara        | Antonio Herrera Gutiérrez                | 11 de diciembre | 7:30pm  | Promar TV               |
| Tiburones de La Guaira    | 9 - 4   | Leones del Caracas        | Universitario de Caracas                 | 12 de diciembre | 7:30pm  |                         |
| Navegantes del Magallanes | 1 - 5   | Tigres de Aragua          | José Pérez Colmenares                    | 12 de diciembre | 7:30pm  | Meridiano TV            |
| Caribes de Oriente        | 1 - 5   | Cardenales de Lara        | Antonio Herrera Gutiérrez                | 12 de diciembre | 7:30pm  | Promar TV               |
| Pastora de Los Llanos     | 12 - 3  | Águilas del Zulia         | Luis Aparicio "El Grande"                | 12 de diciembre | 7:30pm  |                         |
| Caribes de Oriente        | 9 - 3   | Tiburones de La Guaira    | Universitario de Caracas                 | 13 de diciembre | 5:30pm  |                         |
| Leones del Caracas        | 3 - 5   | Navegantes del Magallanes | José Bernardo Pérez                      | 13 de diciembre | 4:00pm  | Venevisión              |
| Tigres de Aragua          | 6 - 7   | Cardenales de Lara        | Antonio Herrera Gutiérrez                | 13 de diciembre | 5:30pm  | Promar TV               |
| Pastora de Los Llanos     | 5 - 4   | Águilas del Zulia         | Luis Aparicio "El Grande"                | 13 de diciembre | 5:30pm  |                         |
| Caribes de Oriente        | 9 - 10  | Leones del Caracas        | Universitario de Caracas                 | 14 de diciembre | 4:00pm  |                         |
| Cardenales de Lara        | 1 - 4   | Navegantes del Magallanes | José Bernardo Pérez                      | 14 de diciembre | 5:30pm  |                         |
| Pastora de Los Llanos     | 5 - 6   | Águilas del Zulia         | Luis Aparicio "El Grande"                | 14 de diciembre | 5:30pm  |                         |
| Tiburones de La Guaira    | 4 - 7   | Tigres de Aragua          | José Pérez Colmenares                    | 14 de diciembre | 12:15pm | Venevisión              |
| Tiburones de La Guaira    | 3 - 6   | Tigres de Aragua          | José Pérez Colmenares                    | 14 de diciembre | 3:00pm  | Venevisión              |

| Tigres de Aragua          | 2 - 0  | Cardenales de Lara        | Antonio Herrera Gutiérrez                | 15 de diciembre | 7:30pm  | Meridiano TV            |
| Caribes de Oriente        | 5 - 3  | Tiburones de La Guaira    | Universitario de Caracas                 | 15 de diciembre | 7:30pm  |                         |
| Tiburones de La Guaira    | 5 - 6  | Caribes de Oriente        | Alfonso Chico Carrasquel                 | 16 de diciembre | 7:30pm  |                         |
| Navegantes del Magallanes | 6 - 10 | Leones del Caracas        | Universitario de Caracas                 | 16 de diciembre | 7:30pm  | Meridiano TV Venevisión |
| Cardenales de Lara        | 3 - 8  | Águilas del Zulia         | Luis Aparicio "El Grande"                | 16 de diciembre | 7:30pm  |                         |
| Tiburones de La Guaira    | 8 - 5  | Caribes de Oriente        | Alfonso Chico Carrasquel                 | 17 de diciembre | 7:30pm  | Fox Sports              |
| Pastora de Los Llanos     | 9 - 4  | Leones del Caracas        | Universitario de Caracas                 | 17 de diciembre | 5:30pm  |                         |
| Pastora de Los Llanos     | 2 - 9  | Leones del Caracas        | Universitario de Caracas                 | 17 de diciembre | 8:30pm  |                         |
| Tigres de Aragua          | 4 - 5  | Navegantes del Magallanes | José Bernardo Pérez                      | 17 de diciembre | 5:30pm  |                         |
| Tigres de Aragua          | 3 - 0  | Navegantes del Magallanes | José Bernardo Pérez                      | 17 de diciembre | 8:30pm  |                         |
| Tiburones de La Guaira    | 4 - 20 | Caribes de Oriente        | Alfonso Chico Carrasquel                 | 18 de diciembre | 7:30pm  |                         |
| Cardenales de Lara        | 10 - 3 | Leones del Caracas        | Universitario de Caracas                 | 18 de diciembre | 7:30pm  | Meridiano TV            |
| Pastora de Los Llanos     | 3 - 5  | Tigres de Aragua          | José Pérez Colmenares                    | 18 de diciembre | 7:30pm  |                         |
| Águilas del Zulia         | 5 - 4  | Navegantes del Magallanes | José Bernardo Pérez                      | 18 de diciembre | 7:30pm  |                         |
| Cardenales de Lara        | 5 - 3  | Caribes de Oriente        | Alfonso Chico Carrasquel                 | 19 de diciembre | 7:30pm  |                         |
| Pastora de Los Llanos     | 3 - 8  | Tiburones de La Guaira    | Universitario de Caracas                 | 19 de diciembre | 7:30pm  |                         |
| Águilas del Zulia         | 2 - 3  | Tigres de Aragua          | José Pérez Colmenares                    | 19 de diciembre | 7:30pm  |                         |
| Leones del Caracas        | 3 - 11 | Navegantes del Magallanes | José Bernardo Pérez                      | 19 de diciembre | 7:00pm  | Venevisión              |
| Cardenales de Lara        | 1 - 0  | Caribes de Oriente        | Alfonso Chico Carrasquel                 | 20 de diciembre | 4:30pm  | Venevisión              |
| Cardenales de Lara        | 2 - 3  | Caribes de Oriente        | Alfonso Chico Carrasquel                 | 20 de diciembre | 7:40pm  | Venevisión              |
| Águilas del Zulia         | 7 - 6  | Tiburones de La Guaira    | Universitario de Caracas                 | 20 de diciembre | 5:30pm  |                         |
| Leones del Caracas        | 0 - 2  | Tigres de Aragua          | José Pérez Colmenares                    | 20 de diciembre | 4:30pm  |                         |
| Navegantes del Magallanes | 1 - 5  | Pastora de Los Llanos     | Estadio Bachiller Julio Hernández Molina | 20 de diciembre | 5:30pm  |                         |
| Cardenales de Lara        | 3 - 6  | Caribes de Oriente        | Alfonso Chico Carrasquel                 | 21 de diciembre | 5:30pm  |                         |
| Águilas del Zulia         | 2 - 3  | Leones del Caracas        | Universitario de Caracas                 | 21 de diciembre | 12:15pm | Venevisión              |
| Tiburones de La Guaira    | 8 - 2  | Navegantes del Magallanes | José Bernardo Pérez                      | 21 de diciembre | 6:30pm  | Venevisión              |
| Tigres de Aragua          | 9 - 5  | Pastora de Los Llanos     | Estadio Bachiller Julio Hernández Molina | 21 de diciembre | 5:30pm  |                         |

| Cardenales de Lara        | 9 - 8  | Tiburones de La Guaira    | Universitario de Caracas                 | 22 de diciembre                             | 7:30pm  |            |
| Navegantes del Magallanes | 3 - 5  | Tigres de Aragua          | José Pérez Colmenares                    | 22 de diciembre                             | 5:00pm  | Venevisión |
| Águilas del Zulia         | 3 - 7  | Pastora de Los Llanos     | Estadio Bachiller Julio Hernández Molina | 22 de diciembre                             | 7:30pm  |            |
| Navegantes del Magallanes | 2 - 8  | Tiburones de La Guaira    | Universitario de Caracas                 | 23 de diciembre                             | 4:00pm  | Venevisión |
| Tigres de Aragua          | 9 - 3  | Pastora de los Llanos     | Estadio Bachiller Julio Hernández Molina | 23 de diciembre                             | 7:30pm  |            |
| Águilas del Zulia         | 4 - 6  | Cardenales de Lara        | Antonio Herrera Gutiérrez de Carora      | 23 de diciembre                             | 4:30pm  | Promar TV  |
| Águilas del Zulia         | 7 - 8  | Cardenales de Lara        | Antonio Herrera Gutiérrez de Carora      | 23 de diciembre                             | 7:30pm  | Promar TV  |
| Leones del Caracas        | 12 - 5 | Tiburones de La Guaira    | Universitario de Caracas                 | 26 de diciembre                             | 7:30pm  |            |
| Pastora de Los Llanos     | 4 - 6  | Navegantes del Magallanes | José Bernardo Pérez                      | 26 de diciembre                             | 7:30pm  |            |
| Tigres de Aragua          | 6 - 2  | Águilas del Zulia         | Luis Aparicio "El Grande"                | 26 de diciembre                             | 7:30pm  |            |
| Caribes de Oriente        | 3 - 5  | Leones del Caracas        | Universitario de Caracas                 | 27 de diciembre                             | 5:30pm  |            |
| Tiburones de La Guaira    | 1 - 5  | Pastora de Los Llanos     | Estadio Bachiller Julio Hernández Molina | 27 de diciembre                             | 5:30pm  |            |
| Navegantes del Magallanes | 8 - 9  | Cardenales de Lara        | Antonio Herrera Gutiérrez                | 27 de diciembre                             | 4:30pm  | Venevisión |
| Tigres de Aragua          | 1 - 0  | Águilas del Zulia         | Luis Aparicio "El Grande"                | 27 de diciembre                             | 5:30pm  |            |
| Caribes de Oriente        | 7 - 6  | Navegantes del Magallanes | José Bernardo Pérez                      | 28 de diciembre Día de los Santos Inocentes | 5:30pm  |            |
| Leones del Caracas        | 9 - 3  | Pastora de Los Llanos     | Estadio Bachiller Julio Hernández Molina | 28 de diciembre Día de los Santos Inocentes | 5:00pm  | Venevisión |
| Tiburones de La Guaira    | 13 - 7 | Cardenales de Lara        | Antonio Herrera Gutiérrez                | 28 de diciembre Día de los Santos Inocentes | 12:20pm | Venevisión |
| Tigres de Aragua          | 11 - 0 | Águilas del Zulia         | Luis Aparicio "El Grande"                | 28 de diciembre Día de los Santos Inocentes | 4:00pm  |            |

| Navegantes del Magallanes | 6 - 0  | Tiburones de La Guaira    | Universitario de Caracas  | 29 de diciembre | 7:30pm |            |
| Pastora de Los Llanos     | 13 - 4 | Tigres de Aragua          | José Pérez Colmenares     | 29 de diciembre | 5:30pm |            |
| Pastora de Los Llanos     | 3 - 1  | Tigres de Aragua          | José Pérez Colmenares     | 29 de diciembre | 8:30pm |            |
| Caribes de Oriente        | 3 - 10 | Cardenales de Lara        | Antonio Herrera Gutiérrez | 29 de diciembre | 7:30pm | Promar TV  |
| Leones del Caracas        | 12 - 7 | Águilas del Zulia         | Luis Aparicio "El Grande" | 29 de diciembre | 5:00pm | Venevisión |
| Pastora de Los Llanos     | 3 - 7  | Tiburones de La Guaira    | Universitario de Caracas  | 30 de diciembre | 7:30pm |            |
| Caribes de Oriente        | 2 - 7  | Tigres de Aragua          | José Pérez Colmenares     | 30 de diciembre | 7:30pm |            |
| Cardenales de Lara        | 5 - 6  | Navegantes del Magallanes | José Bernardo Pérez       | 30 de diciembre | 7:30pm |            |
| Leones del Caracas        | 2 - 5  | Águilas del Zulia         | Luis Aparicio "El Grande" | 30 de diciembre | 7:30pm |            |

## Round Robin
| Pos | Equipo                 | J  | G  | P  | V |
| --- | ---------------------- | -- | -- | -- | - |
| 1   | Tigres de Aragua       | 16 | 10 | 6  | - |
| 2   | Caribes de Oriente     | 16 | 10 | 6  | - |
| 3   | Tiburones de La Guaira | 16 | 8  | 8  | 2 |
| 4   | Leones del Caracas     | 16 | 6  | 10 | 4 |
| 5   | Pastora de Los Llanos  | 16 | 6  | 10 | 4 |

|  | Clasificó a la Final de Liga |
|  | Quedó eliminado              |

## Serie Final
| Pos | Equipo             | J | G | P | AVE. | V |
| --- | ------------------ | - | - | - | ---- | - |
| 1   | Tigres de Aragua   | 6 | 4 | 2 | .667 | - |
| 2   | Caribes de Oriente | 6 | 2 | 4 | .333 | 2 |